# Asociación de la Familia Románov

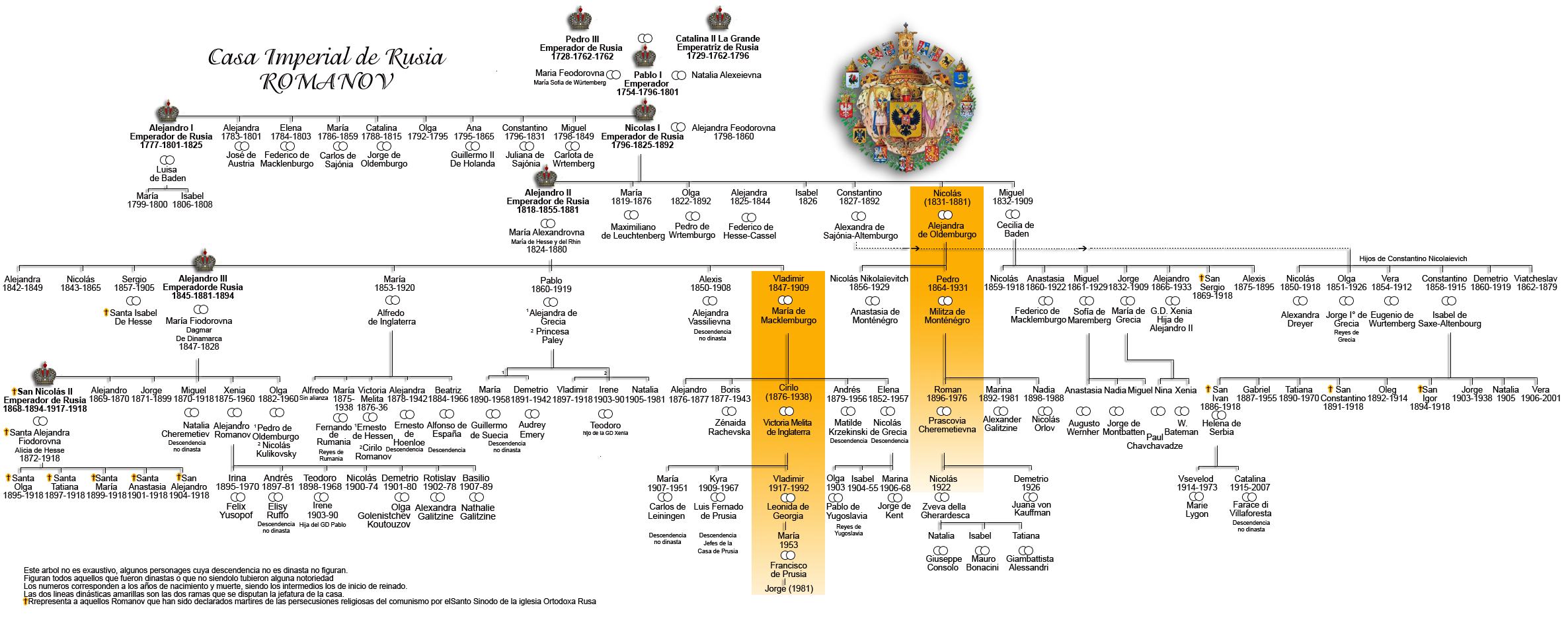
Árbol genealógico de los Románov desde Catalina la Grande y Pedro III.

Escudo de armas de los Románov.

La Asociación de la Familia Románov (en ruso: Obyediniéniye Chlénov Roda Románovyj) es una organización de los descendientes varones del zar Nicolás I de Rusia.
Es una organización para los descendientes de la antigua Casa Imperial Rusa. Fue creada en 1979 y registrada oficialmente en Suiza. La directora actual de la organización es la princesa Olga Andreevna.

## Historia
La idea de la creación de una asociación familiar fue ideada por el príncipe Vsevolod Ioannovich, el príncipe Roman Petrovich y el príncipe Andrei Alexandrovich, jefes de las ramas Konstantinovichi, Nikolaevichi y Mihailovichi de la familia imperial para fortalecer los vínculos entre la familia y protegerla de impostores. Tras la muerte del príncipe Roman Petrovich en 1978, su hijo, el príncipe Nicholas Romanovich, después de revisar los papeles de su padre, encontró que todo estaba efectivamente en su lugar para la creación de una asociación familiar. El príncipe Nicolás luego escribió a todos los Romanov que habían estado en comunicación con su padre y se acordó que se debería crear una Asociación Familiar. En 1979 se formó oficialmente la Asociación de la Familia Romanov con el Príncipe Dmitri Alexandrovich como presidente y el Príncipe Nicholas Romanovich como vicepresidente. El príncipe Nicolás Romanovich fue elegido presidente, después del príncipe Vasili Alexandrovich, quien murió en 1989.
La Asociación acepta que la monarquía rusa terminó legalmente el 3 de marzo (Calendario juliano) o el 16 de marzo (Calendario Gregoriano) de 1917 con el decreto del emperador Miguel II de Rusia (Mijaíl II) y su renuncia al trono, reconociendo así al Gobierno Provisional Ruso. Los miembros de la Asociación están también de acuerdo en que cualquier forma de gobierno en Rusia debe de cumplirse de acuerdo a la voluntad de pueblo ruso.
Los miembros de la Asociación rechazan las demandas y las pretensiones de la Gran Duquesa María Vladímirovna Románova de Rusia. 
Los miembros de la Asociación de la familia de Románov tampoco reconocen el título de Gran Duquesa a María sino el de Princesa Imperial. En la actualidad es confuso conocer cuantos de los miembros participan realmente en las actividades de la asociación. María Vladímirovna no participó claramente, sin embargo, es considerada miembro de la familia. La Asociación también demanda el título de Príncipes y Princesas de Rusia para todos sus miembros.
Como esfuerzo caritativo, la asociación opera el Fondo Romanov para Rusia para recaudar fondos para proyectos de ayuda en Rusia.